# 利奥波第那科学院
利奥波第那科学院（德語：Deutsche Akademie der Naturforscher Leopoldina），是德國的國家科學院。利奥波第那科学院总部现位于哈雷。
德国一直未有全国性的科学院，直至2007年11月，利奥波第那科学院升格为德国国家级科学院。利奥波第那科学院成立于1652年，是当今世界上最古老的学术机构和科学院。

## 历史
利奥波第那科学院成立于1652年1月1日，以神圣罗马帝国皇帝利奥波德一世命名。

## 知名人物
- 歌德
- 爱因斯坦，相对论的创始人。
- 马克斯·普朗克，量子力学奠基人，1918年诺贝尔物理学奖得主。
- 欧内斯特·卢瑟福，1908年诺贝尔化学奖得主

## 荣誉
- 893号小行星以该科学院命名。